# Gorgonops
Gorgonops (literalmente "Ojos de gorgona") es un género extinto de terápsidos que vivió hace unos 255 a 250 millones de años, durante la última parte del Pérmico. Son los representantes típicos de la familia Gorgonopsia, depredadores predominantes en aquellos días. Su tamaño superaba los cuatro metros de longitud y contaban con grandes caninos, así como otras características típicas de sus descendientes mamíferos. Se ha formulado la hipótesis de que los sinápsidos de este período eran endotérmicos, pero no existen evidencias que corroboren este hecho. Se piensa que la práctica totalidad de los gorgonópsidos, la mayoría nativos de la región que hoy corresponde a Siberia, desaparecieron en la extinción masiva del Pérmico-Triásico.

## Descripción

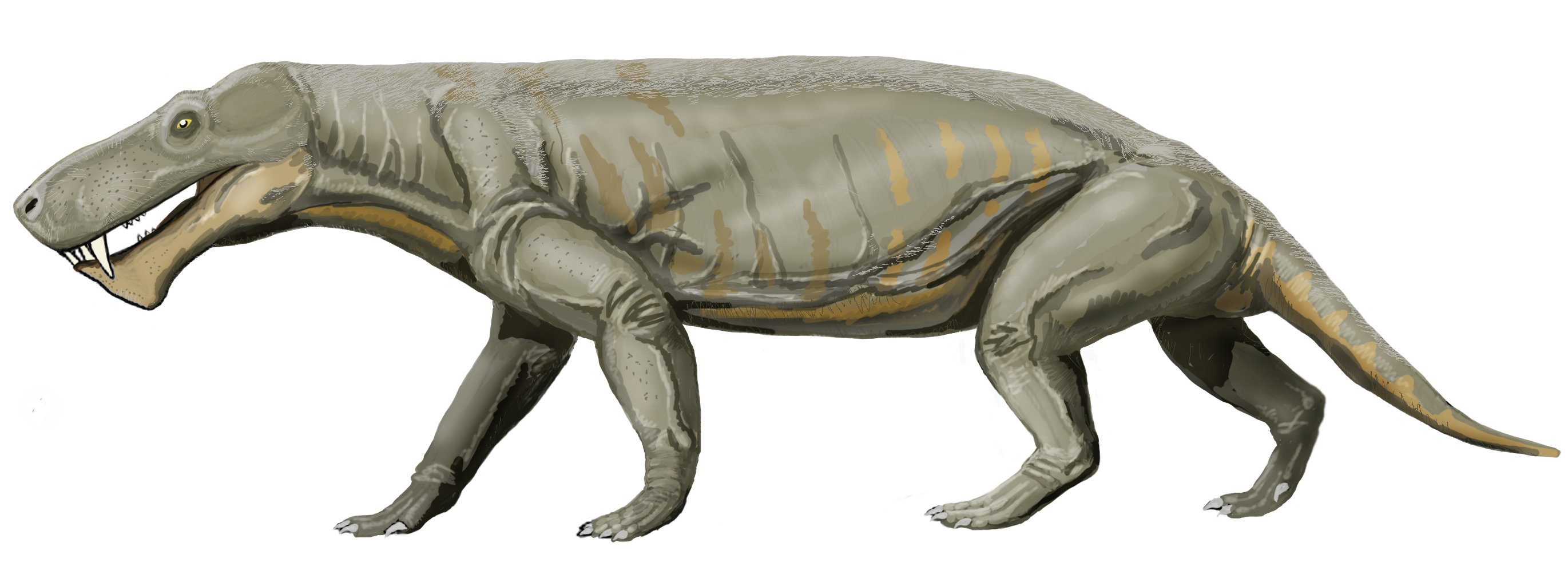
Recreación de un Gorgonops whaitsii.

Las especies del género Gorgonops fueron unos representantes de tamaño medio-grande dentro su grupo. Su cráneo alcanzaba una longitud de entre veinte y treinta y cinco centímetros, dependiendo de la especie. Medían entre 2 y 2,5 metros de longitud desde el hocico al extremo de la cola. Sus patas eran largas y rectas, y le permitían desplazarse con rapidez. Estaban armados con largos caninos de unos 12 centímetros de longitud (dientes de sable). También contaban con músculos y huesos fuertes, que, unidos a las anteriores características, convertían al Gorgonops en un poderoso depredador.

## Historia
El holotipo, Gorgonops torvus, fue uno de los primeros terapsidos descritos por Richard Owen, en 1876. Esta especie también fue el tipo para el cual Richard Lydekker definió la familia Gorgonopsidae en 1890. Cinco años después, en 1895, Harry Govier Seeley usó este género para establecer el grupo en su totalidad. En los últimos años, han sido descritas un gran número de especies y géneros, pero finalmente algunos de ellos fueron considerados sinónimos.

## Especies

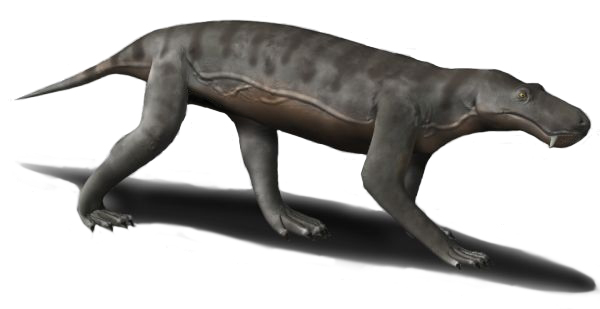
Gorgonops whaitsi

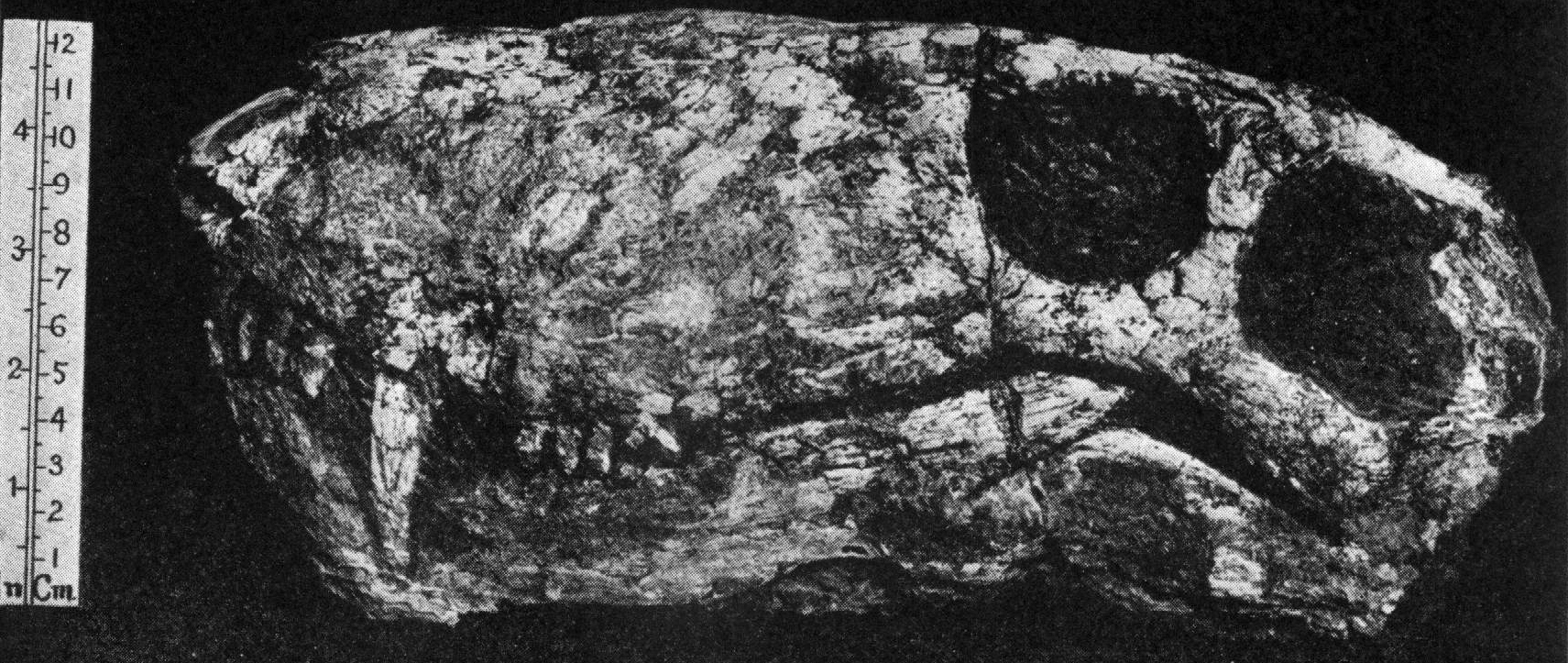
Cráneo de Gorgonops whaitsi, espécimen 5537.

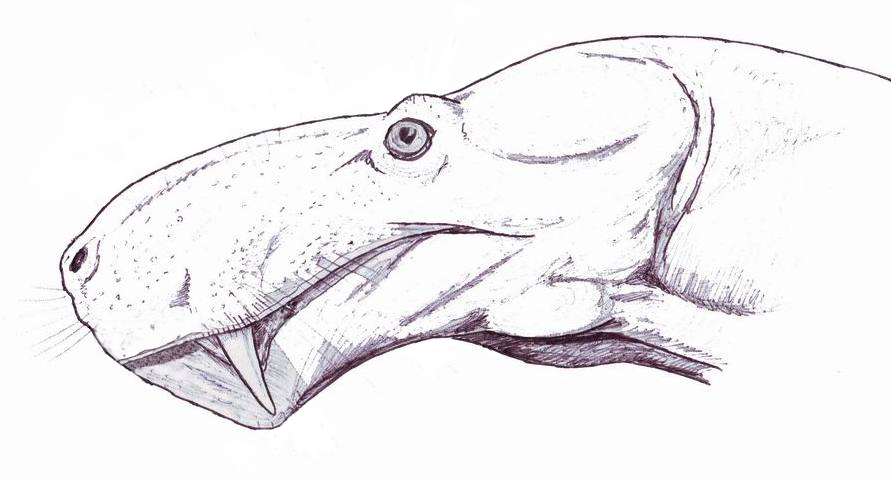
Reconstrucción de la cabeza del Gorgonops whaitsi

La siguiente lista de especies sigue la lista proporcionada por Sigogneau-Russell en 1989. Las especies tipo son enumeradas al principio y las siguen el resto, en orden alfabético. Cuando fue escrito este trabajo, ya había sido revisada la datación de la cuenca del Karoo (grupo Beaufort) en Sudáfrica. Según Smith y Keyser (1995), Gorgonops se encuentra en el estrato de ensamblaje de Tropidostoma y en gran parte del de Cistecephalus. Este hecho fue tenido en cuenta a la hora diseñar la siguiente lista.

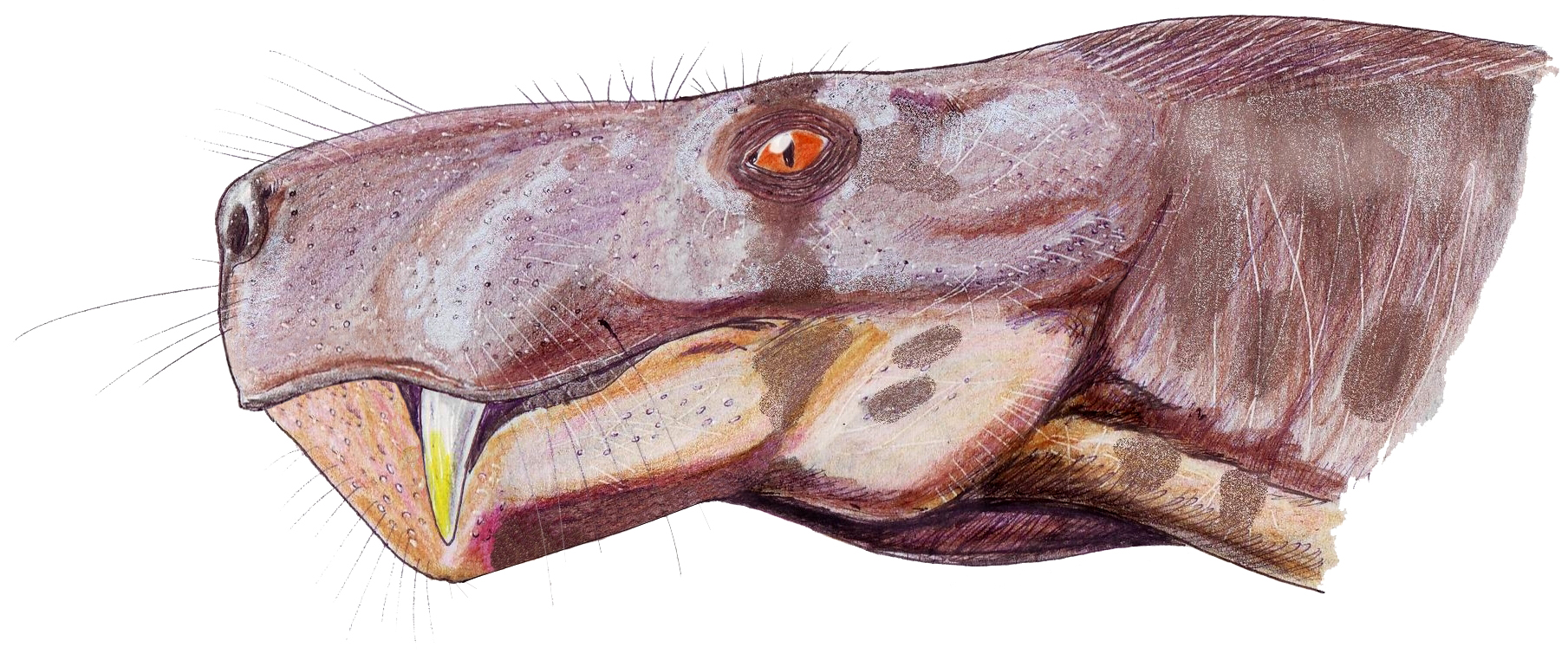
Reconstrucción de la cabeza de G. torvus.

- Gorgonops torvus (Owen, 1876)

El holotipo es un cráneo incompleto y aplastado encontrado en Mildenhalls, Fort Beaufort (Sudáfrica). Desde entonces, han sido encontrado algunos especímenes más, todos en la zona de ensamblaje de Tropidostoma y/o en la de Cistecephalus. Era un terápsido de tamaño medio, con un cráneo de unos veinte centímetros de largo. Se distingue de otras especies por poseer un hocico más largo, y por otros detalles del cráneo. Aunque originalmente fue considerado uno de los más simples, en la actualidad (según Sigogneau-Russell) se piensa que era uno de los miembros más especializados del grupo.
- Gorgonops longifrons (Haughton, 1915)

Un gran espécimen caracterizado por un cráneo incompleto y aplastado de unos treinta centímetros de largo. Las órbitas oculares son más grandes y el hocico es más largo que el del G. whaitsi, del cual probablemente descienda. Se descubrió en Beaufort West, en la zona de ensamblaje Tropidostoma/Cistecephalus. El Gorgonognathus longifrons (Haugton, 1915) es sinónimo de esta especie.
- Gorgonops whaitsi (Broom, 1912)

Era mayor que el G. torvus, con un cráneo de proporciones diferentes, con la parte posterior más ancha. Originalmente, se les consideró especies tipo de Scymnognathus. A pesar de ser identificada en un gran número de especímenes hallados en la cuenca del Karoo, en la zona de ensamblaje de Tropidostoma/Cistecephalus, la especie no ha sido estudiada a fondo. Watson y Romer colocaron Gorgonops y a Scymnognathus en dos familias diferentes, mientras que Sigogneau-Russell (1989) sitúa las dos especies en el mismo género, y considera a G. whaitsi una forma más primitiva.
Las siguientes especies son más problemáticas, por sinonimia o por colocación incierta:
- Gorgonops? dixeyi (Haughton, 1926)

Un gran cráneo aplanado e incompleto, hallado en los lechos de Chiweta (Malaui). Su emplazamiento genético es incierto, aunque probablemente esté por debajo de la zona de ensamblaje de Cistecephalus (mediados del período Wuchiapingiense). Sinónimo: Chiwetasaurus dixeyi (Haughton, 1926)
- Gorgonops? kaiseri (Broili y Schroeder, 1934)

Un cráneo grande e incompleto, con un hocico alto y más estrecho en la parte posterior que los de las otras especies, de la zona alta de Tapinocephalus, es decir, anterior a las demás especies, probablemente de la zona de ensamblaje de Pristerognathus. Sinónimo: Pachyrhinos kaiseri (Broili y Schroeder, 1934)
- Gorgonops? eupachygnathus (Watson, 1921)

Un cráneo aplastado, incompleto y de talla media, probablemente un ejemplar juvenil de G. torvus o de G. whaitsi. Sinónimo: Scymnosuchus whaitsi (Watson, 1921), Scymnognathus whaitsi (Watson, 1921), Leptotrachelus eupachygnathus (Watson, 1921), Leptotracheliscops eupachygnathus (Watson, 1921)